# Mustafa Greblleshi
Mustafa Greblleshi (ur. 15 stycznia 1922 w Tiranie, zm. 22 maja 1986) – albański publicysta, redaktor naczelny i tłumacz. Publikował pod swoim prawdziwym nazwiskiem oraz pod pseudonimami Mustafa Mustafai, Memli, Mano oraz Liu i Cakut ; tłumaczył utwory włoskich pisarzy Luigiego Pirandello oraz Eduarda De Filippo .

## Życiorys
W wieku 17 lat pracował fizycznie, by utrzymać ojca zwolnionego z pracy ze względów zdrowotnych, do momentu, gdy ten zaczął otrzymywać rentę . Greblleshi następnie pracował w Generalnej Dyrekcji Poczt i Telegrafów, publikował jednocześnie humorystyczne opowiadania z antyokupacyjnym przekazem ; publikował je dla czasopism Kultura Islame, Njeriu, Vatra, Drini, Revista Letrare oraz Bleta . Utworem pod tytułem Nji trandafile będącym alegorią okupowanej Albanii naraził się władzom albańskim . Ówczesny prefekt okręgu Tirana Qazim Mulleti doradził Greblleshiemu wyjazd do Włoch, gdzie ten wyjechał jesienią 1942, a już wiosną 1943 wrócił do Tirany, gdzie pełnił funkcję redaktora naczelnego czasopisma Roja Kombëtare, które wkrótce zmieniło nazwę Bashkimi i Kombit .
Krótko po wyzwoleniu Albanii pełnił funkcję redaktora czasopisma Bashkimi, które działało do 1946 roku, sam wówczas został aresztowany i uznany za wroga ludu ; spędził w więzieniu 19 miesięcy. Po wyjściu na wolność pracował przez kilka lat jako nauczyciel języków obcych w kilku miastach, został jednak zwolniony z wykonywania tego zawodu; do 1974 roku był robotnikiem, następnie pracował w kombinacie Josif Pashko.
Zmarł w swoim domu dnia 22 maja 1986 roku z powodu nowotworu .

## Prace
Był autorem czterech monografii, były one poświęcone Hakiemu Stërmilliego, Fanowi Nolemu, Omarowi Chajjamowi i Kristo Dako; treści trzech pierwszych były emitowane w audycjach literackich Radia Tirana .

## Życie prywatne
Miał córkę Azylkę .